# Klein Paarlo
Klein Paarlo was een kasteel in het Nederlandse gehucht Paarlo, provincie Limburg. De bijgebouwen zijn bewaard gebleven. 

## Geschiedenis
In de 13e eeuw had het geslacht Van Karken het allodiale goed Pardelare in bezit. Nadat een tak van deze familie zich Van Vlodrop was gaan noemen, kwam het goed in deze familie terecht. Zij maakten van Paarlo een leengoed, verbonden aan Roermond, waarvan de familie sinds 1349 erfvoogd was. Vervolgens werd de familie Van Paerle met het goed Paarlo beleend: in 1423 Wolter van Paerdelaer, in 1442 gevolgd door zijn zoon Gerard. In 1513 volgde Jannes van den Berge.
Nog vóór 1515 werd het goed opgedeeld in Groot Paarlo en Klein Parloo, in de verhouding 2:1. Groot Paarlo was in feite de voortzetting van het oorspronkelijke, middeleeuwse goed.
Het is niet bekend of er op Klein Paarlo al sprake was van enige bebouwing toen het van Paarlo werd afgesplitst. De oudste vermelding van een huis dateert uit 1625. In ieder geval was het goed in de 16e eeuw in eigendom bij de familie Van Hillen, een geslacht van patriciërs uit Roermond. In 1570 trouwde Johanna van Hillen met de heer van Kessel, Willem van Merwijck. Hun dochter Johanna van Merwijck zou in 1625 Klein Paarlo erven van haar moeder.
Uit het huwelijk van dochter Johanna met Conrad van der Horst kwamen drie dochters voort. Nadat dochter Anna in 1677 kinderloos kwam te overlijden vererfde Klein Paarlo naar haar neef Hans Willem van Baexen. Hij had echter schulden en moest het huis daarom verkopen. De nieuwe eigenaar was Bernard Albert van Lom, schout van Roermond, die in de hiernavolgende jaren het goed verder vergrootte door aangrenzende gronden aan te kopen.
In 1666 werd het goed enkele malen geplunderd door afgedankte soldaten uit Lotharingen.
Klein Paarlo vererfde medio 18e eeuw naar Bernardus Paulissen. Na zijn dood verkocht de weduwe het goed aan Hendrik Constantius Pollart, die in 1813 in het huis overleed. In 1879 erfde graaf Stephan d’Alcantara het goed.
In de Tweede Wereldoorlog werd het hoofdgebouw verwoest.

## Beschrijving
De oudste vermelding van een huis Klein Paarlo dateert uit 1625: in dat jaar was het huis namelijk de plaats van overlijden van eigenaresse Johanna van Hillen. Ook was er toen sprake van een pachtboerderij.
Eind 17e eeuw was Klein Paarlo een grote, omgrachte buitenplaats met een boomgaard en een moestuin.

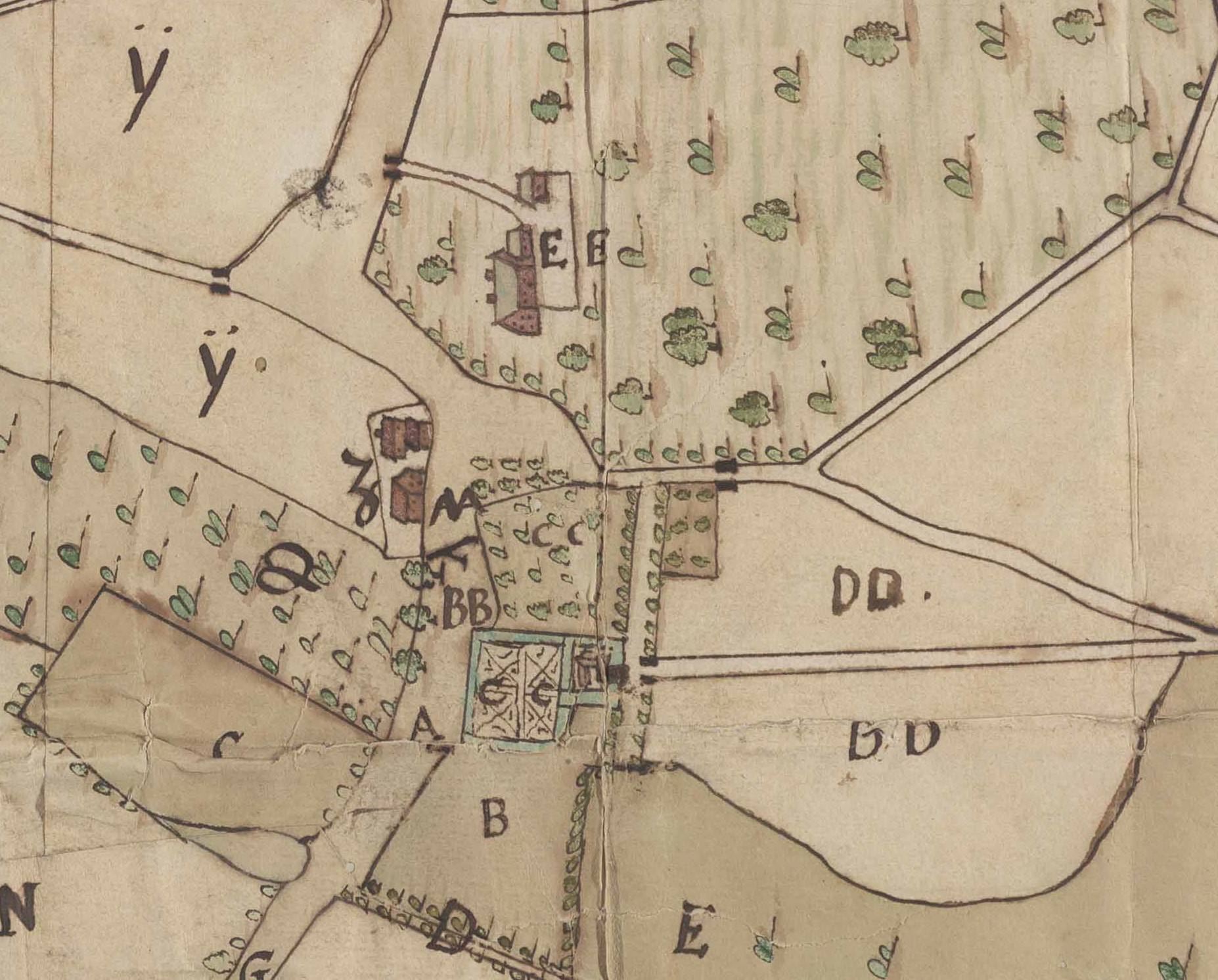
Klein Paarlo (bij CC) in 1727

Een kaart uit 1727 toont een schetsmatige afbeelding van Klein Paarlo. Binnen een rechthoekige omgrachting lagen een gebouwcomplex en een siertuin. Een brug aan de zuidwestzijde gaf toegang tot de gebouwen.
De kadastrale kaart van 1811-1832 laat een herenhuis zien met een voorplein. Aan weerszijden van het voorplein lagen twee bijgebouwen. In het verlengde van het huis, voorplein en toegangshek lag een lange oprijlaan.
Het herenhuis is tijdens de Tweede Wereldoorlog verwoest, maar de twee bijgebouwen zijn nadien hersteld in de stijl van de Delftse school. De oprijlaan is eveneens bewaard gebleven.
Aerwinkel · Kasteel Afferden · Aldt Huys · Aldenborgh · Kasteel Aldenghoor · Aldenhoven · Alte Burg · Kasteel Amstenrade · Slot Annendael · Kasteel Arcen · Baersdonck · Bakvliet · Baronsberg · Baxhof · Beegden ·  Benzenrade · Kasteel De Berckt · Kasteel Bethlehem · Beusdaelshof · Binsfeld · Huis Blankenberg · Kasteel Bleijenbeek · Blitterswijck · Boerlo · Bolberg · Bollenberg · Kasteel De Bongard · Borggraaf · Kasteel d'Erp · Kasteel Borggraaf · Kasteel Borgharen · Kasteel Born · Huis Bree · Breust · Kasteel Broekhuizen · Broekhuizen · Gracht Burggraaf · Kasteel De Burght · Kasteel Cartils · Cloppenburg (Oost-Maarland) · Kasteel Cortenbach · Huis De Dael · Dammerscheid · Kasteel De Bockenhof · De Donck (Sevenum) · De Donck (Swolgen) · De Dorth ·  Huis ten Dijcken · Kasteel Doenrade · De Doom · Douve · Douvenrade · De Dries · Kasteel Erenstein · Kasteel Eijsden · Eijsden · Einrade · Kasteel Elsloo · Ensenbroek · Eperhuis · Etzenraderhuuske · Exaten · Kasteel Eijckholt · Kasteel Eyckholt · Eys · Gastendonck · Kasteel Genbroek · Gebroken Slot · Kasteel Geijsteren · Kasteel Op Genhoes · Kasteel Genhoes · Genneperhuis · Kasteel Het Geudje · Kasteel Geulle · Kasteel Geusselt · Geijsteren · Gen Heck · Ghoor · Kasteel Goedenraad · Kasteel Grasbroek · Kasteel Groenendaal · Groethof · Groot Paarlo · Kasteel van Gronsveld · De Gun ·Kasteel Haeren · Kasteel Den Halder · Heerlaer · Heeze · Heijen · 's-Herenanstel · Kasteel Hillenraad · Kasteel Hoensbroek · Hoenshuis · Holstrate · Holtmühle · Huize Holtum · Kasteel Horn · De Horst · Huys ter Horst · Ten Hove (Grathem) · Ten Hove (Panningen) · Huis Brias · Huis Darth ·  Kasteel Hurpesch · Kasteel Sint-Jansgeleen · Kasteel Jerusalem · Kasteel Kaldenbroek · Den Kamp · Kasteel Karsveld · Kasteel Keverberg · Klein Paarlo · Klimmender Huuske · De Kolck · Koppelberg · Laar · Landsfort · Kasteel Lemiers · Kasteelruïne Lichtenberg · Kasteel Limbricht · Lonesteyn · Huize Lovendael · Mazenburg · Kasteel van Meerlo · Kasteel Meerssenhoven · Meezenbroek · Kasteel van Mheer · Middelaar · Kasteel Millen · Kasteel Montfort · Movert · Mulrode · De Munt · Château Neercanne · Kasteel Neubourg · Nienghoor · Huis Nierhoven · Kasteel Nieuwenbroeck · Nije Huys · Kasteel Nijenborgh · Kasteel Nijswiller · Nijthuysen · Kasteel Obbicht · Oedenrade · Kasteel Ooijen · Kasteel Oost (Valkenburg) · Kasteel Oost (Oost-Maarland) · Kasteel Ouborg · Overen · Kasteel Passarts-Nieuwenhagen · Prickenis · Prinsenhof · Puth · De Putting · Raath · De Raay · Ravenhof · Kasteel Reijmersbeek · Kasteel van Rijckholt · Kasteel Rivieren · Rodenbroek · Rosendaal · Kasteel Schaesberg · Kasteel Schaloen · Te Scharen · Schenkenburg · Kasteel Scheres · De Spijker (Geijsteren) · De Spijker (Leeuwen) · Huis Severen · Sibberhuuske · Château St. Gerlach · Spraland · Huis De Spyker · Huize Stalberg · Stalberg (Wellerlooi) · De Steeg · Kasteel Stein · Steinhagen · Steenen Huis · Stoel van Swentibold · Strijthagen (Landgraaf) · Strijthagen (Welten) · Struyver · Kasteel Terborgh · Terlinden (Wijnandsrade) · Terveurdt · Ter Weyer · Kasteel Ter Worm · De Tombe · Huis De Torentjes · Triest · Trippaert · Kasteel Vaalsbroek · Kasteel Vaeshartelt · Valkenburg · Vliek · De Vroenhof · Vrijburg · Kasteel Wambach · Warenberg · Well · Weyershof ·  Wijlre · Kasteel Wijnandsrade · Wijnandsrade · Wijnantshof · Wissegracht · Huize Witham · Kasteel Wittem · Wolfrath · Wylre